# Cafon Jašan Darom Mizrach

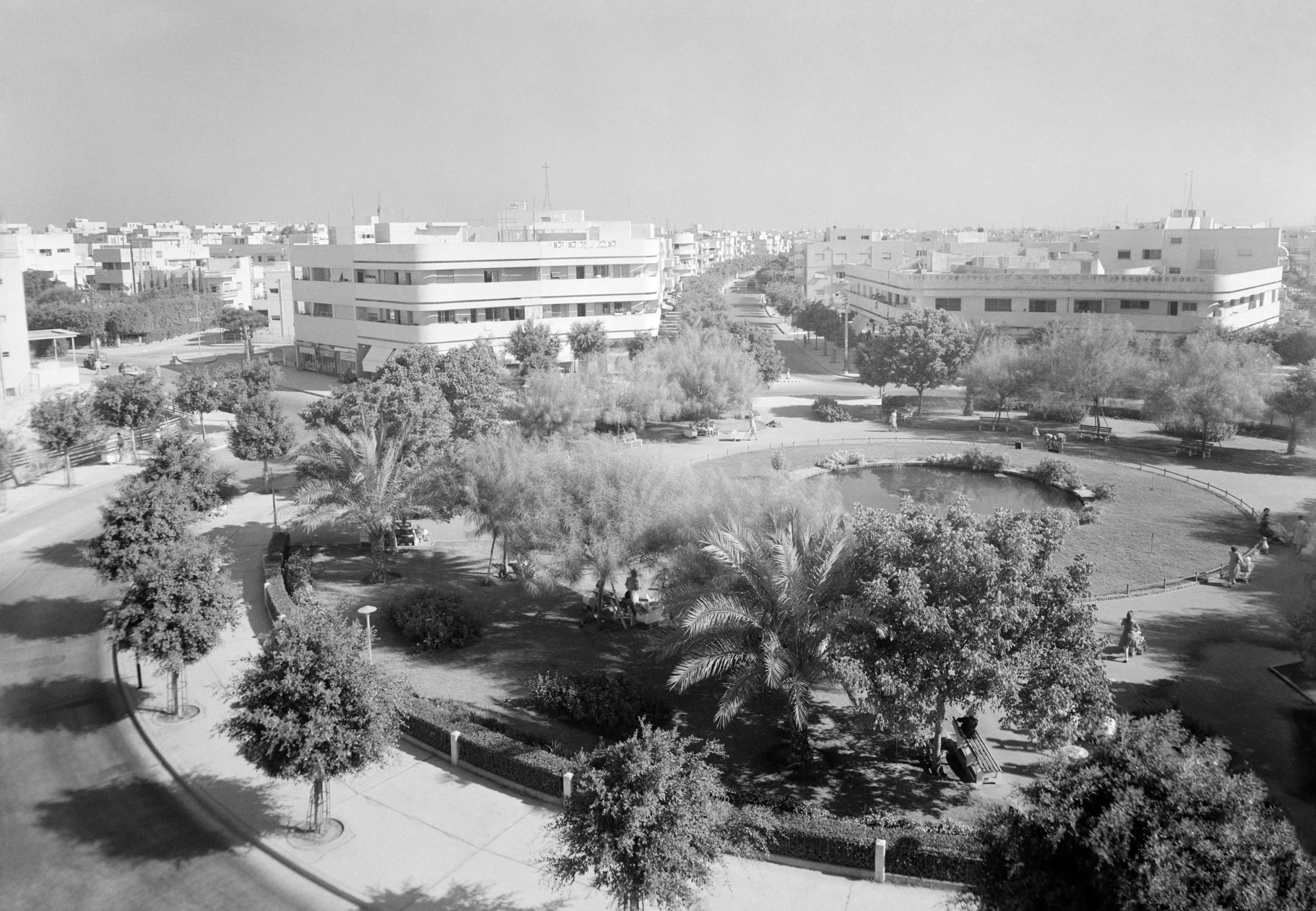
Zástavba v čtvrti Cafon Jašan Darom Mizrach, Dizengoffovo náměstí na snímku ze 40. let 20. století

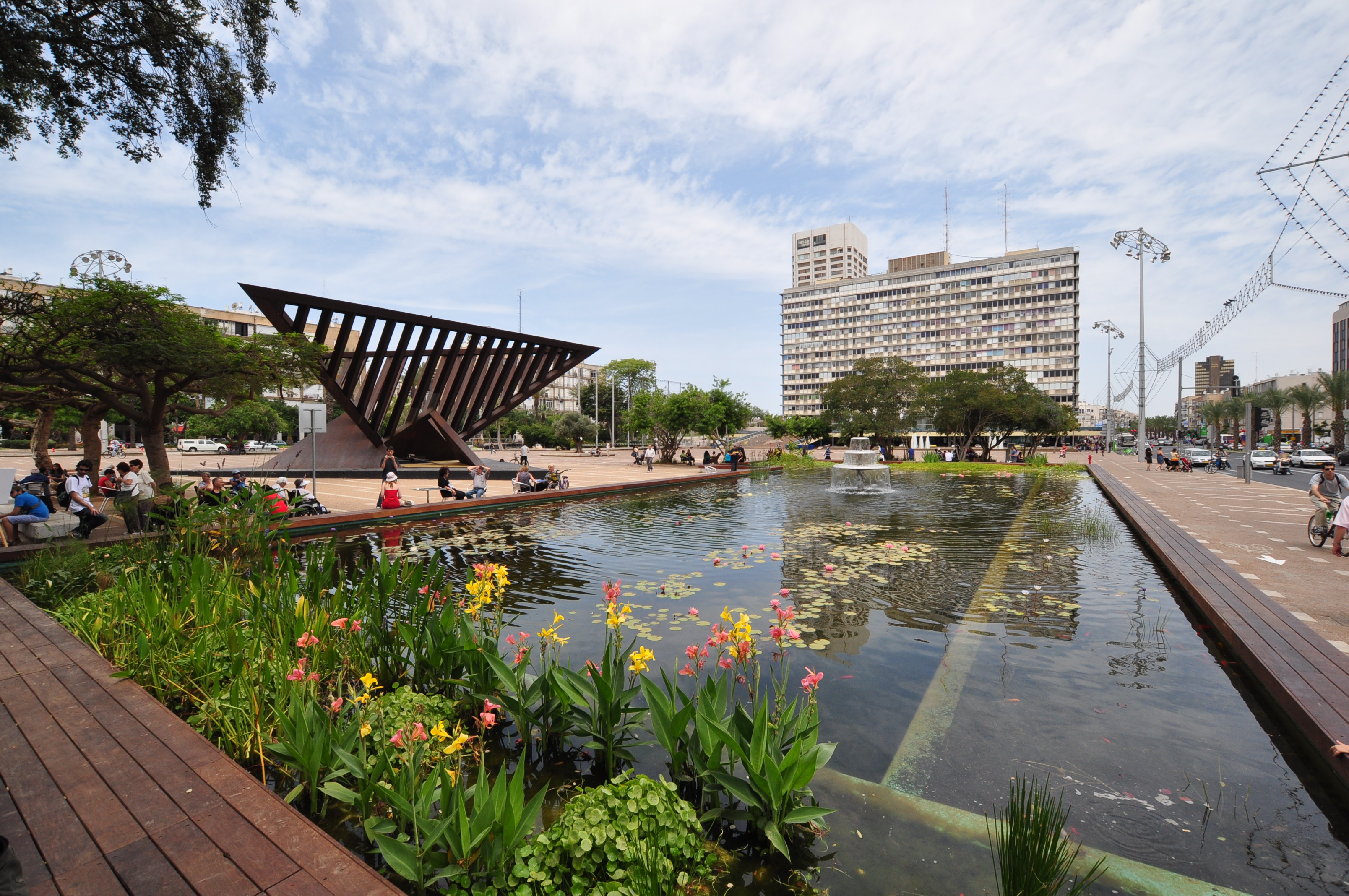
Zástavba v čtvrti Cafon Jašan Darom Mizrach, Rabinovo náměstí

Cafon Jašan Darom Mizrach (hebrejsky: צפון ישן דרום מזרח, doslova Starý sever-jihovýchod) je čtvrť v centrální části Tel Avivu v Izraeli. Je součástí správního obvodu Rova 3 a samosprávné jednotky Rova Bnej Dan.

## Geografie
Leží na východním okraji centrální části Tel Avivu, cca 1 kilometr od pobřeží Středozemního moře, cca 2 kilometry jižně od řeky Jarkon, v nadmořské výšce okolo 20 metrů.

## Popis čtvrti
Čtvrť na severu vymezuje třída Sderot Ben Gurion, na jihu ulice Marmorek, Sderot Ben Cijon a Bograšov, na východě Ibn Gvirol a na západě ulice Dizengoff a Pinsker. Zástavba má charakter husté blokové městské výstavby. V roce 2007 tu žilo 15 061 lidí.  Centrem čtvrtě je Rabinovo náměstí s budovou radnice města Tel Aviv. Obchodní ruch se soustřeďuje podél ulice Dizengoff včetně kruhového Dizengoffova náměstí.